# Changchun Dazhong Zhuoyue
Changchun Dazhong Zhuoyue (xinès simplificat: 长春大众卓越女子足球俱乐部, pinyin: Zhǎngchūn dàzhòng zhuóyuè nǚzǐ zúqiú jùlèbù, literalment 'Equip de futbol femení de l'Excel·lència de les masses de Changchun') és un club de futbol professional xinés situat a Changchun. Competeixen a la Superlliga femenina xinesa i el seu estadi és l'Estadi de l'àrea de desenvolupament.

## Història
El futbol femení organitzat a Changchun es remunta a la dècada del 1980, amb diverses escoles i fàbriques creant clubs de futbol femení. Un esdeveniment important va passar l'any 1986, quan diversos equips, entre ells Changchun, van jugar un precedent de l'actual Super League, obtenint el títol l'equip de la regió del Dongbei.
L'equip de Changchun, amb jugadores com la capitana de la selecció Wang Lili, i jugadores com Li Yanjie, Wu Xinxin, Lu Haijing i Geng Yan, tingué grans actuacions en aquells primers tornejos.
El 1999, l'equip de Changchun Huaxin es va crear oficialment amb Wang Lili com a entrenadora i jugadores com Lou Xiaoxu.

## Jugadores
Darlene de Souza es va unir a les companyes de la selecció de futbol femenina del Brasil Raquel Fernandes i Rafaelle Souza en fitxar pel Changchun Zhuoyue el gener de 2016.
El juny de 2017 el club va fitxar Cristiane Rozeira procedent del Paris Saint-Germain. Els mitjans xinesos van informar que Cristiane era en aquell moment la futbolista més ben pagada del món.
El 2020, van fitxar la jugadora internacional argentina Soledad Jaimes.